# Benkovski (distrikt i Dobritj)
Benkovski (bulgariska: Бенковски) är ett distrikt i Bulgarien.   Det ligger i kommunen Obsjtina Dobritj-Selska och regionen Dobritj, i den nordöstra delen av landet, 300 kilometer öster om huvudstaden Sofia.
Trakten runt Benkovski består till största delen av jordbruksmark. Runt Benkovski är det ganska tätbefolkat, med 78 invånare per kvadratkilometer.